# Fantomas (historieta)
Fantomas, la amenaza elegante fue una clásica serie de historietas mexicanas, popular en toda Latinoamérica,  publicada en México durante las décadas de 1960, 1970 y 1980  por la Editorial Novaro. Basada en el folletín Fantômas de Allain y Souvestre, aparentemente fue realizada con la idea de usar el mismo personaje, pero readaptado a una versión heroica, sin el reconocimiento ni influencia de los libros o películas originales. Fue hecha con autorización legal por Editorial Novaro y derechos reservados. Posteriormente Editorial Vid adquirió los derechos de publicación.

## Trayectoria editorial
El personaje debutó en el número 103 de Tesoro de Cuentos Clásicos de Editorial Novaro, el 3 de enero de 1966. Siguió apareciendo en esta serie hasta el número 136.
El primer número como revista independiente se publicó el 1 de enero de 1969 por la misma editorial y continuó apareciendo cada dos semanas hasta el número 202. Posteriormente su presentación se realizó en tres tamaños: Avestruz (grande), Águila (mediano) y Colibrí (pequeño). La edición más duradera fue la serie Águila, la cual abarcó del número 203 al 732. En España se acordó con Novaro la publicación de antologías, apareciendo así los llamados “Libro Cómics”, que eran una reedición de antiguas publicaciones de Novaro, publicadas en formato de 64 páginas con tapa dura (cartoné) y nuevas portadas realizadas por Edmundo López e Ignacio Palencia. 
Luego de su desaparición en Novaro (1985), la editorial Vid retomó el personaje en una nueva presentación de 64 páginas (1991), llegando a publicarse hasta el número 194, cancelándose entonces definitivamente.
Los creadores de Fantomas, Guillermo Mendizábal y Rubén Lara, salieron de Novaro por incumplimiento en el pago de las regalías prometidas y porque la editorial registró los personajes a su nombre en Derechos de Autor sin su consentimiento. Fue entonces cuando Víctor Cruz lo siguió dibujando por más de 10 años, hasta que se retiró de la editorial a mediados de los ochenta. En la época de Vid los principales dibujantes fueron Jorge Ortega, Edgar Martiarena, Alberto Aguirre y Gonzalo Mayo, además de un número realizado por Rubén Lara. Se tiene conocimiento sobre un dibujante de nombre José Guadalupe Durón Chavira, quien no podía reclamar derechos de autor por los dibujos y nuevos diseños sobre el personaje de Fantomas, debido a que el editorial mandaba las historietas fuera del país, como es sabido(cita requerida) a Estados Unidos, por lo que el artista seguía dibujando en anonimato y sin reconocimiento mayor del que debería; además de otros ejemplares como Memin Pingüin, Conan, la leyenda de Jarek, entre otros. 
Otros dibujantes que participaron en la publicación en la época de Novaro fueron Gonzalo Mayo, Héctor Cruz, Manuel Moro, José Luis Ruiz, los hermanos Martínez y Armando Galicia. 
Contó con guiones de Guillermo Mendizábal, Gonzalo Martré, Gerardo de la Torre, Hilda R. Zacour, Sotero Garciarreyes, Hilda de Lima, Gastón Segel, Segundo Tagle, José Luis Jiménez, Juan Arturo Salinas, Gloria De la Rosa y varios más.

## Argumento
Fantomas (sin el acento circunflejo) se presenta como un individuo enmascarado que anuncia públicamente las hazañas que va a realizar. Vive en un refugio secreto en las afueras de París junto con 12 de sus ayudantes con nombres del zodíaco, todas hermosas mujeres y racial y culturalmente distintas, las cuales son incondicionales en todo sentido. Un científico, el profesor Semo, es el diseñador de aparatos, accesorios y tecnologías para que logre su evolución, con ayuda del robot C-19. Hasta aquí aparenta elementos de cualquier cómic. Lo que lo singulariza es el hecho de que en la revista se plasman eventos históricos reales mezclados con ficticios y que sonaban congruentes con la realidad, de ahí que sirvió como un instrumento de cultura.
Para sostener su riqueza y forma de vida se le caracteriza como un ladrón que realiza robos de piezas invaluables solo para su satisfacción, a manera de "retos" siendo la meta en cada uno de sus robos la audacia y la innovación. También cometía fechorías en aras de invertir su fortuna en fondos para combatir la pobreza o ayudar universidades y bibliotecas. 
Usó una ceñida máscara blanca todo el tiempo, o usaba máscaras y una variedad de disfraces de modo que su verdadera identidad nunca fue revelada. El personaje era perseguido por las autoridades, principalmente por un inspector de policía francés llamado Gérard. 
También era millonario, siendo poseedor de varias corporaciones bajo identidades falsas.
Entre sus enemigos se destacan: El Dr. Findus, el Barón Niebla, el Hijo de Hitler, El Cacique Inmortal, El Lama, La Viuda Negra de Taiwán y el Príncipe de las Tinieblas.
Sus historias abarcaban varios ámbitos, desde robos y fraudes realizados con gran ingenio, hasta ciencia ficción, pasando por situaciones sobrenaturales, dramas y comedia. La principal característica de la publicación -y que la hacían diferentes de todas las demás- era su carga cultural, ya sea por las obras de arte de las cuales se apoderaba o por las contraseñas que usaba para ingresar a su refugio secreto, las cuales eran siempre citas de la literatura universal. 
Otro aspecto distintivo era su interacción con personalidades de la vida real. Así Fantômas tuvo contacto con personajes como Gandhi, Hitchcock, García Márquez, Julio Cortázar, Albert Einstein, Sigmund Freud, Leonardo Da Vinci, Karl Marx, etc. Capítulo aparte eran sus relaciones amorosas, en las que lo mismo se le veía con Jane Fonda o Liz Taylor, que con Bo Derek o Brooke Shields.

## Características
Tenía un marcado tono socialista a la usanza de los intelectuales europeos de los años setenta; sin ser panfletaria o politiquera, denunciaba el acaparamiento de riqueza en pocas manos, el racismo y la guerra. La edición de lujo de este cómic poseía argumentos aún mejor logrados e inteligentes y estaba bien documentada, especialmente para el tipo de cómic que se hacía en aquellos años. Los guiones incluían referencias a libros, filósofos o autores de moda como Jorge Luis Borges, Julio Cortázar o Jean Paul Sartre. Cuando la historia se volvió más contemporánea, Fantomas combatía la privatización y la Globalización que amenazaban atropellar al hombre común. 
El diseño visual tenía fuertes influencias del villano Crick-crock de la novela Noir y de Gastón Leroux, autor de El fantasma de la opera. En esta versión de Fantômas, su máscara fue claramente inspirada por la máscara negra usada por el criminal de cómics italiano Diabolik, y el uso de ella parece influenciado por las imágenes populares generadas por la lucha libre mexicana. Aparentemente, la serie fue también influenciada por las películas de James Bond, como Fantômas equipado con tecnología avanzada creada por un científico llamado Profesor Semo, tuvo todo tipo de aventuras alrededor del mundo peleando contra criminales cada vez más crueles.

## Personajes
- Gérard: Inspector de policía francés, perseguidor implacable y obsesionado con su captura. Más de una vez estuvo a punto de lograr su captura pero por situaciones fortuitas, se le escapaba.
- Antonín: Teniente de la policía, ahijado de Gérard, con un gran gusto por las novelas policíacas y poseedor de un talento analítico que su padrino nunca llega a apreciar.
- Profesor Semo: Científico y amigo personal de su total confianza, el cual le proporcionaba lo más avanzado de la tecnología mundial para ayuda en sus misiones y aventuras en el planeta.
- Las Chicas del Zodíaco y Andrómeda: hermosas mujeres que lo asistían y que solo eran conocidas por los signos del zodiaco: Acuario, Piscis, Aries, Tauro, Géminis, Cáncer, Virgo, Leo, Libra, Escorpión, Sagitario, Capricornio, vestidas con ropas muy ajustadas, de diferentes colores, con escotes profundos y pantaloncillos cortos, con botas a media pierna, todas ellas maestras en artes marciales.
- Yago: Su gato de angora anaranjado.
- C-19: Robot ayudante del profesor Semo, quien es incapaz de pronunciar correctamente el nombre del profesor.
- Fandor: Director del periódico Galaxie-33, propiedad de Fantomas.

## Enemigos
- El inspector Gerard
- El teniente Antonín
- El Dr. Findus
- El Barón Niebla
- El Hijo de Hitler
- El Cacique Inmortal
- El Lama
- La Viuda Negra de Taiwán
- El Príncipe de las Tinieblas
- Papá Loi
- Rasputín (El monje siniestro)
- Euristeo Nicolópolus (Los trabajos de Fantomas)
- Hans Beckel (Juguetes malignos)

## Influencia
Tras su salida de Novaro, Rubén Lara y Romero fichó por Editomex, en donde le ofrecieron hacer una historia de autor. Entonces hizo algo que compitiera directamente con Fantomas, y fue ahí donde creó el personaje de El Comodín; solo se vendió hasta el número 16, dado que nunca llegó a ser en realidad un competidor para Fantomas.
Existe en el mundo de la lucha libre mexicana un luchador llamado "Fantomas" y cuyo vestuario está basado en el personaje de historieta. 
Un personaje de Marvel, llamado Fantomex, usa máscara blanca estilo Diabolik y es de origen francés, aunque el nombre es una referencia a México. 
También existe un grupo de música avant-garde metal fundado en 1998 en California, Estados Unidos, con el mismo nombre.